# Nyéky Mihály
Nyéky Mihály (Makó, 1789 – Pest, 1862. december 7.) királyi helytartósági tanácsos, színházigazgató.

## Életpályája
1801–1807 között a szegedi gimnáziumban tanult. 1816–1819 között Csanád megyei levéltárnokként dolgozott. 1820–1828 között főjegyző volt. Ezt követően országgyűlési követként tevékenykedett. 1825. július 26-án Lánczy József kinevezte Békés vármegye táblabírájává. 1827-től helytartótanácsi titkár volt. 1832-től helytartósági tanácsos volt. 1844. december 30-ig Szeged királyi biztosa a tisztújításon. 1849. január 14-től helytartósági számvevőségi kegyes és egyéb alapítványok igazgatója volt. Mint a Nemzeti Színházi comite tagja, 1854. november 8-tól az évad végéig (1855) igazgatói megbízást kapott. 1860-ban ismét átvette a színház igazgatását, amelyet betegsége miatt Szigligeti Ede segítségével 1862 nyaráig végzett. Nevéhez fűződik a hazai Offenbach-kultusz elindítása.
Halálát gutaütés okozta 1862. december 7-én reggeli 2 órakor. Sírja a Fiumei úti sírkertben található.